# Ángela Peralta
Ángela Peralta (teljes nevén: María de los Ángeles Manuela Tranquilina Cirila Efrena Peralta y Castera; Mexikóváros, 1845. június 16. – Mazatlán, 1883. augusztus 30.) az egyik leghíresebb mexikói szoprán operaénekesnő volt.

## Élete
1845-ben született Mexikóvárosban, szerény körülmények között élő család gyermekeként. Apja neve Manuel Peralta Páez, anyjáé Josefa Castera Azcárraga volt. Zenei tehetségére és szép énekhangjára már hat éves korában felfigyeltek. Első tanára Agustín Balderas volt. Nyolc évesen már cavatinát énekelt Donizetti Belizárjában, és beiratkozott a Nemzeti Zenei Konzervatóriumba, ahol 15 éves koráig tanult. Tanulmányai befejeztével debütált a Mexikói Nemzeti Színházban, méghozzá Verdi A trubadúrjában, ahol Leonora szerepét adta elő. Hatalmas sikerének is köszönhető, hogy megnyílt előtte az Európába vezető út. Bár a kormánytól nem kapott semmilyen ösztöndíjat, apja pénzbeli segítségével mindketten Spanyolországba mentek énektanárt keresni, majd Milánóban megkeresték Francesco Lampertit, akinél a lány tovább fejlődött. 1862-ben már a Scalában is fellépett: itt Donizetti Lammermoori Luciájában aratott akkora sikert, hogy utána Donizetti egyik fia kijelentette, hogy sajnálja, hogy apja már nem él, mivel így nem hallgathatta meg az előadást.
Ezután Torinóba kapott meghívást, ahol II. Viktor Emánuel olasz király előtt énekelt Bellini Az alvajárójában. Itt a közönség annyira ünnepelte, hogy nem kevesebb mint 32-szer kellett visszatérnie a színpadra. A következő években fellépett Genovában, Nápolyban, Rómában, Firenzében, Bolognában, Lisszabonban, Párizsban, Barcelonában, Madridban, Kairóban, Alexandriában, Szentpéterváron, New Yorkban és Havannában is. 1865-ben I. Miksa mexikói császár kezdeményezésére hazatért Mexikóba, ahol a főváros utcáin tolongó tömeg éltette, mielőtt fellépett volna a Mexikói Birodalmi Színházban. 1866 végén, amikor a császárság összeomlott, visszautazott Európába, ahol Madridban férjhez ment unokatestvéréhez, Eugenio Casterához. Férje hamarosan jelentkező elmebetegsége miatt azonban házassága nyomasztó teherként kezdett rá nehezedni. 1876-ban a férfit be is kellett záratni egy párizsi elmegyógyintézetbe, ahol még abban az évben elhunyt. A nő azonban addig is számtalan sikeres fellépésen szerepelt, többek között Olaszországban, illetve 1872-ben egy Mexikó belsejében tett turnén is.

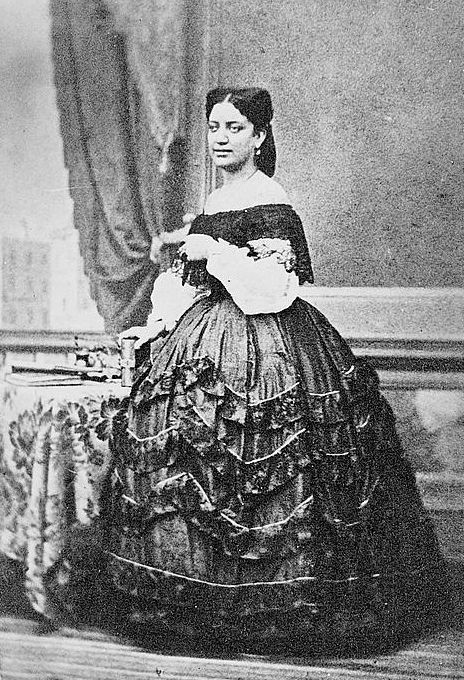
Ángela Peralta valamikor 1870 és 1880 között

1877-ben végleg visszatért hazájába, ahol először Verdi Aidájában lépett fel, majd Melesio Morales Gino Corsini című operájának bemutatóján is szerepelt. Hamarosan azonban fény derült rá, hogy titkos szerelmi viszonyt ápol társaságának adminisztrátorával,  Julián Montiel y Duartével, ez pedig akkora botrányt jelentett, hogy a közönség annak ellenére elfordult tőle, hogy hangjának és játékának színvonala nem romlott. A folyamatos támadások miatt rá nehezedő nyomás és a fáradtság miatt pályafutása hanyatlani kezdett, sőt, három évig szünetelt is. A három év elteltével egy vidéki fellépőkörúttal megpróbálta visszaállítani maga mellé a közönséget, azonban nem járt sikerrel. Törékeny anyagi helyzete miatt ekkor már kénytelen volt az ország ismeretlenebb, kisebb jelentőségű színpadain is fellépni, végül 1883 augusztusában egy 80 fős társasággal (akik között az olaszok voltak többségben) egy mazatláni fellépés alkalmával végre ismét nagy ünneplésben részesült. Ugyanekkortájt azonban egy sárgalázban elhunyt ember holttestével a város kikötőjébe érkezett egy hajó, és annak ellenére, hogy a testet eltemették, járvány alakult ki, így 23-án A trubadúrt már igen gyér közönség előtt mutatták be. A járvány elérte a társulatot, benne Ángela Peraltát is, aki bár augusztus 30-án még hivatalosan házasságot kötött szeretőjével, aznap elhunyt.
Először Mazatlánban, a községi temetőben temették el, de 1942-ben Rafael Martínez újságíró kezdeményezésére földi maradványait átszállították Mexikóvárosba, ahol a Rotonda de los Hombres Ilustresben helyezték őket végső nyugalomra. Az idők során több utcát, iskolát és színházat neveztek el róla.
Élete során nem csak énekével hívta fel magára a figyelmet: játszott több hangszeren is, és írt több egyszerű zeneművet (például dalokat, keringőket, mazurkákat és fantáziákat) is. Ezek közül különösen népszerűvé vált az Adiós a México, a Lejos de ti és a Nostalgia.